# Bruinborrebeek
De Bruinborrebeek is een beek in Vlaams-Brabant in België die behoort tot het stroomgebied van de Schelde. De Bruinborrebeek ontspringt in Meise, loopt door de Biesthoek en mondt stroomafwaarts van de 's Gravenmolen uit in de Maalbeek, ter hoogte van de d'Yveshoeve. 
Het gemeentebestuur van Meise besliste door de jaren heen om het brongebied van de Bruinborrebeek praktisch volledig te verkavelen en de beek in te buizen. Het RUP Martinus dat in opmaak is, voorziet wel om de beek terug wat meer ruimte te geven en op te waarderen.
De beek komt pas tevoorschijn op grondgebied Grimbergen, waar ze onder andere langs de Noodbeekstraat loopt.

## Uiterwaarden van de Bruinborrebeek
De Bruinborrebeek zorgt samen met de Maalbeek vaak voor wateroverlast in de verkavelingen die daar vergund werden in de uiterwaarden van deze beken.
De kritiek dat het gemeentebestuur van Grimbergen zelfs nog op het einde van de jaren 1990 een verkavelingsvergunning voor de Rietvoornstraat afleverde, ondanks het feit dat dit gebied pal in de uiterwaarden van de Bruinborrebeek en de Maalbeek ligt, nam burgemeester Maes (2001-2003, CD&V) niet omdat hij vond dat de gemeente dit niet kon weigeren als het gebied op het gewestplan als woonzone was ingekleurd en dat de inwoners die daar kwamen wonen zelf een risico namen en achteraf niet moesten komen klagen. In 2008 werd een wachtbekken aangelegd ten westen van de Noodbeekstraat, maar bij zware regenval blijft het gebied rond de beek zijn natuurlijke functie behouden als de ruimte die de beek nodig heeft om tijdelijke pieken te kunnen afvoeren (zoals gebleken is bij de zware regenval van 18 augustus 2011).